# Koeberlinia
Koeberlinia, biljni rod smješten u vlastitu porodicu Koeberliniaceae. Dvije vrste koje mu pripadaju su K. spinosa Zucc., iz sjevernog Meksika i jugozapada Sjedinjenih Država i K. holacantha W.C. Holmes, K.L. Yip & Rushing, endem iz Bolivije.
Obje vrste su kserofiti koji se javljaju kao malo drveče ili grmovi. 

## Opis
Koeberliniaceae uključuje samo dvije vrste, tipična je Koeberlinia spinosa, drvenasta, trnovita biljka koja raste u sušnijim područjima središnje i jugozapadne Sjeverne Amerike te u Boliviji u Južnoj Americi. Vegetativno rod je vrlo sličan drugim neupadljivim trnovitim pustinjskim grmovima, a listovi su mu vrlo smanjeni, ali njegovi cvjetovi često imaju manje od dvostruko više prašnika nego latica. Plod je bobica.

## Vrste
1. Koeberlinia holacantha W.C.Holmes, K.L.Yip & Rushing
2. Koeberlinia spinosa Zucc.